# 315 př. n. l.

## Narození
- ? – Arkesiláos z Pitany, starořecký filozof († 241 př. n. l.)

## Úmrtí
- ? – Theopompus, řecký historik a řečník (* 380 př. n. l.)

## Hlavy států
- Egypt – Alexandr IV. Aigos (323 – 310 př. n. l.)
- Bosporská říše – Pairisades I. (349 – 311 př. n. l.)
- Bithýnie – Zipoetes I. (326 – 297 př. n. l.)
- Sparta – Kleomenés II. (370 – 309 př. n. l.) a Eudamidas I. (331 – 305 př. n. l.)
- Athény – Democleides (316 – 315 př. n. l.) » Praxibulus (315 – 314 př. n. l.)
- Makedonie – Alexandr IV. Aigos (323 – 310 př. n. l.)
- Epirus – Aeacides (331 – 313 př. n. l.)
- Odryská Thrácie – Seuthes III. (330 – 300 př. n. l.)
- Římská republika – konzulové Lucius Papirius Cursor a Q. Publilius Philo (315 př. n. l.)
- Syrakusy – Agathocles (317 – 289 př. n. l.)
- Kartágo – Hamilcar II. (330 – 309 př. n. l.)
- Numidie – Zelalsen (343 – 274 př. n. l.)